# La Nuit bengali
Pour plus de détails, voir Fiche technique et Distribution.
La Nuit bengali est un film franco-helvético-britannique réalisé par Nicolas Klotz et sorti en 1988.

## Fiche technique
- Titre : La Nuit bengali
- Réalisation : Nicolas Klotz
- Scénario : Jean-Claude Carrière, d'après le roman de Mircea Eliade
- Dialogues : Nicolas Klotz
- Photographie : Emmanuel Machuel
- Décors : Didier Naert et Alexandre Trauner
- Costumes : Catherine Gorne-Achdjian
- Son : Jean-Paul Mugel et Dominique Hennequin
- Musique : Brij Narayan
- Montage : Jean-François Naudon
- Production : Les Films Plain Chant - Compagnie française cinématographique (CFC) - Films A2 - F.P.C. Productions - La Sept
- Pays d'origine :  France -  Suisse -  Royaume-Uni
- Durée : 115 minutes
- Date de sortie : France - 26 octobre 1988

## Distribution
- Hugh Grant : Allan
- Shabana Azmi : Indira Sen
- Supriya Pathak : Gayatri
- John Hurt : Lucien Metz
- Soumitra Chatterjee : Narendra Sen
- Anne Brochet : Guertie
- Pierre-Loup Rajot : Harold
- Élisabeth Perceval